# Рущина
Рущи́на — полонина на межі Івано-Франківського та Надвірнянського районів Івано-Франківської області. Розташована під хребтом Сивуля.  

## Загальна характеристика
Довжина близько 1 км. Полонина є перетином багатьох популярних туристичних маршрутів та популярним місцем ночівлі туристів. На південно-східному краю полонини містяться витоки Бистриці Солотвинської. На південь за 500 метрів розташоване урвище Пекло (стовпчик № 18 старого Польсько-чехословацького кордону). 
На північно-західному краю полонини біля підйому на Малу Сивулю розташовані руїни польського туристичного притулку. 
За 50 метрів від руїн вниз долиною розташоване джерело питної води, що бере початок з-під Малої Сивулі.

## Маршрути
На полонині перетинається низка популярних туристичних маршрутів:
- із села Стара Гута 15,5 км;
- із села Бистриця 15 км;
- із села Осмолода 19 км;
- із полонини хребтом Сивуля на полонину Погар, і далі в напрямку Старої Гути або на Ігровець;
- із полонини через урвище Пекло на Тавпиширку, і далі чи в Бистрицю, чи на Перевал Легіонів.

## Екологічна ситуація
Через часту відвідуваність туристами є певна проблема із дровами. У районі залишків польського притулку — величезні купи сміття (ПЕТ-пляшки, консервні банки, скло), залишені недобросовісними туристами. Колиби чи якихось будівель для ночівлі немає.

## Фотографії

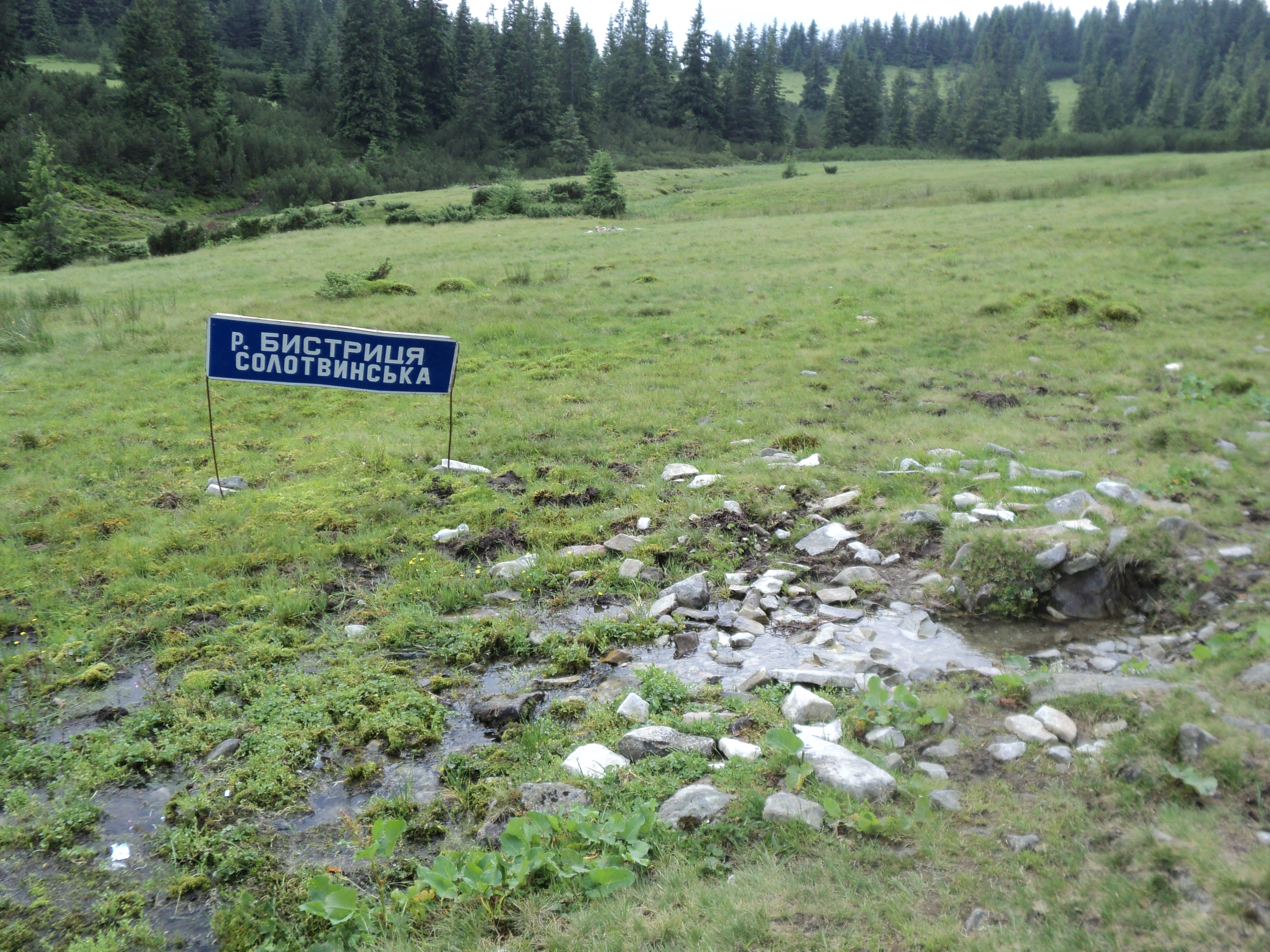
Інформаційна табличка на Рущині про початок Бистриці Солотвинської
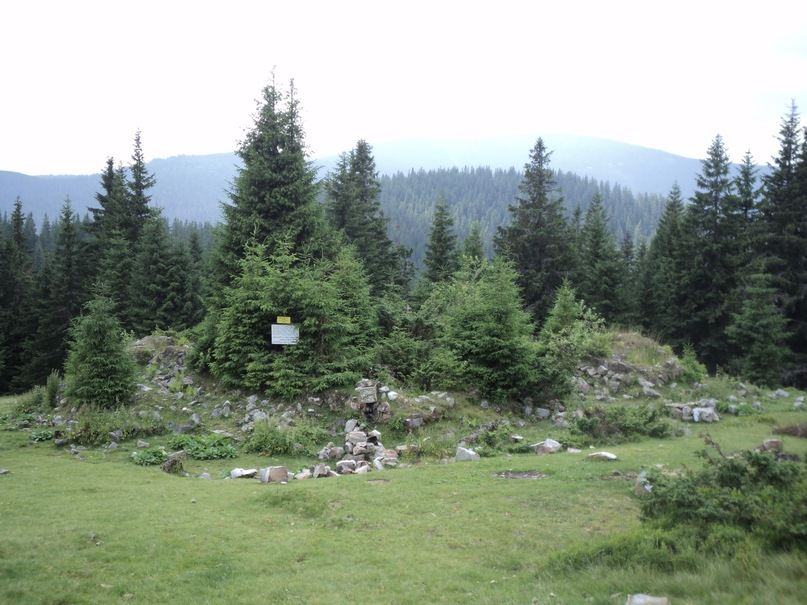
Руїни притулку на Рущині
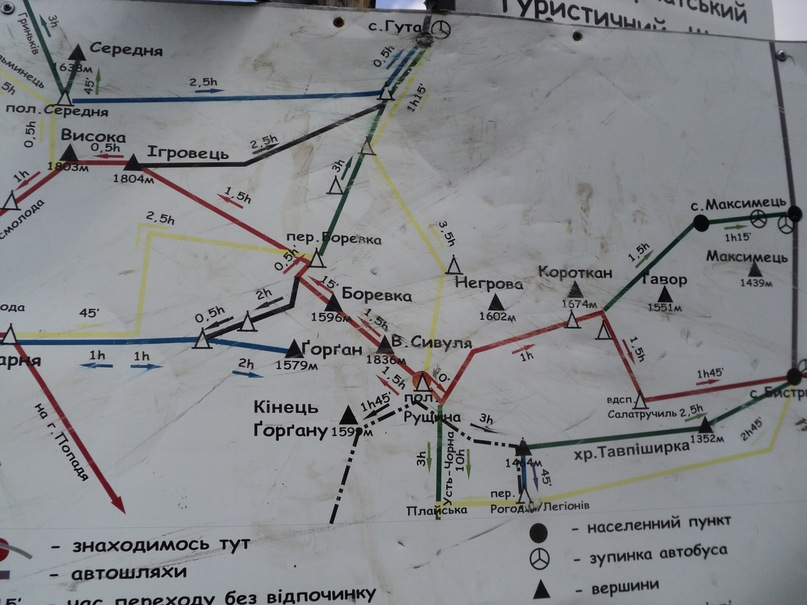
Маршрути та часові відсічки на інформаційному стенді
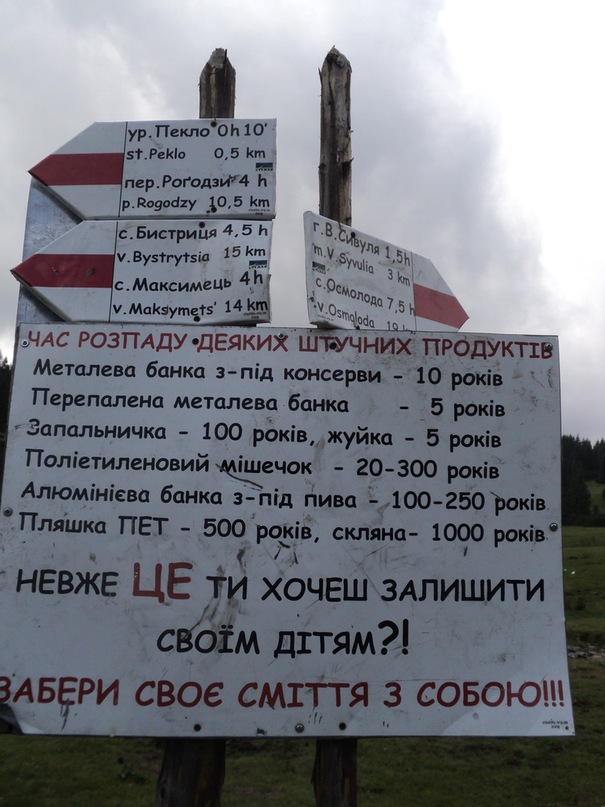
Інформаційний стенд на Рущині
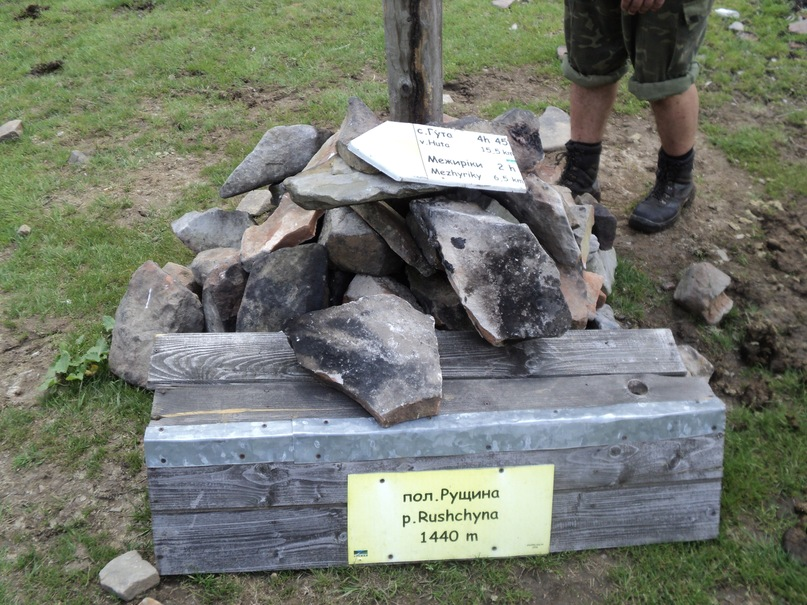
Стовп на Рущині
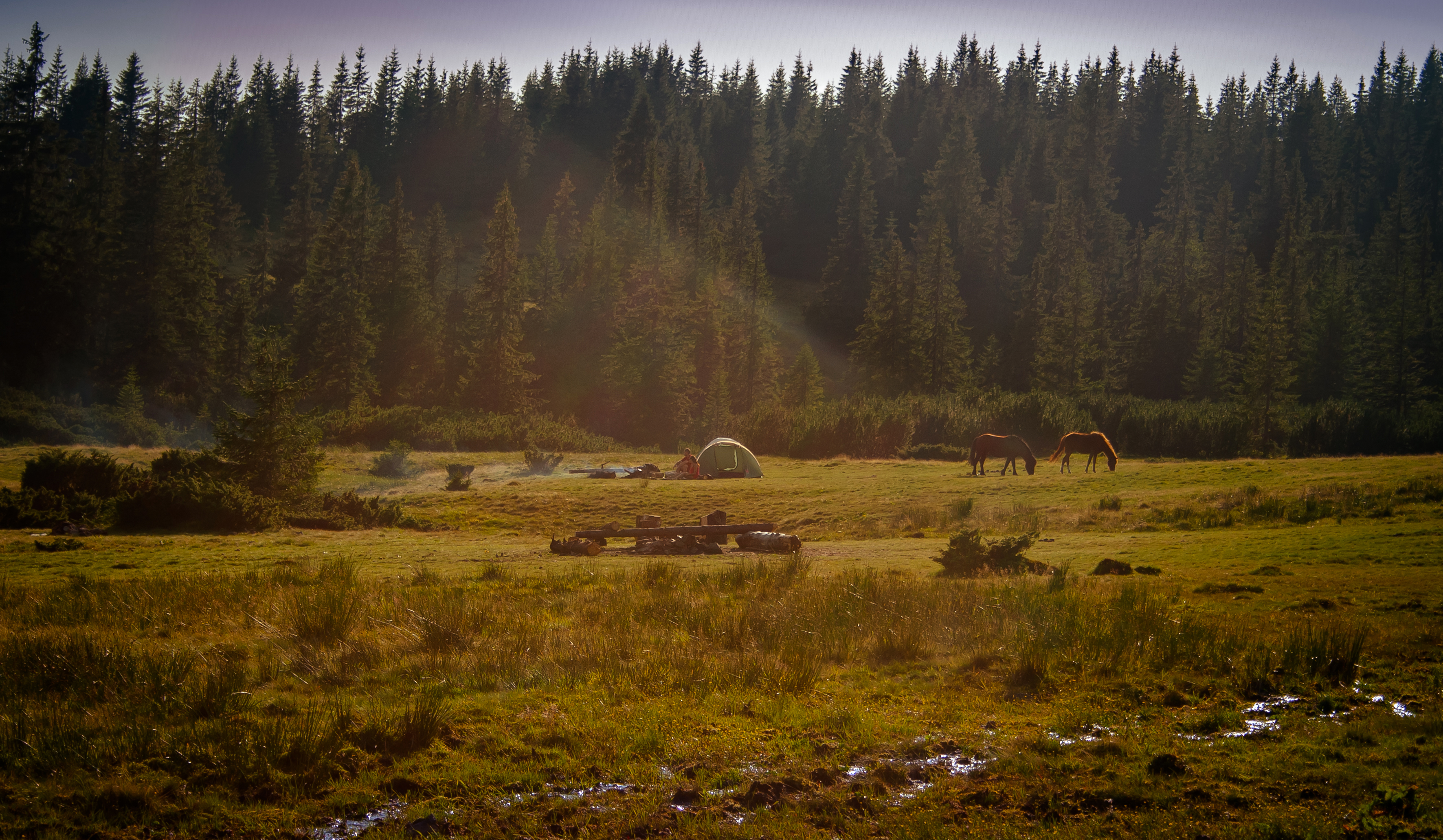
Палаточний табір на полонині Рущина
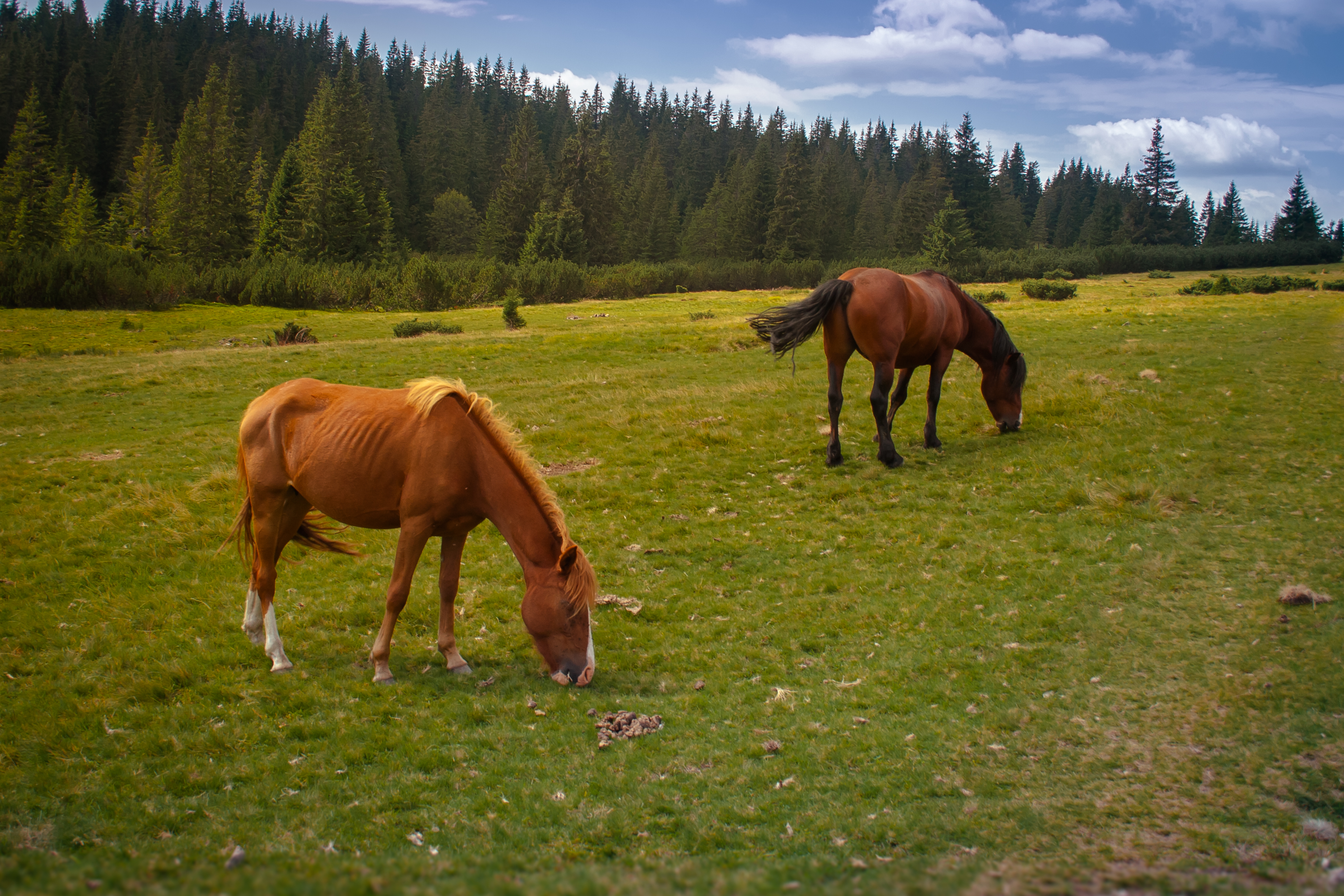
Випасання коней на полонині